# Pachycare flavogriseum
A Pachycare flavogriseum a madarak osztályának verébalakúak (Passeriformes) rendjébe, az ausztrálposzáta-félék (Acanthizidae) családjába tartozó Pachycare nem egyetlen faja. A családot egyes szervezetek a gyémántmadárfélék (Pardalotidae) családjának Pachycareinae alcsaládjaként sorolják be.

## Rendszerezése
A fajt Christian Erich Hermann von Meyer német paleontológus írta le 1874-ben, a Pachycephala nembe Pachycephala flavogrisea néven.

## Alfajai
- Pachycare flavogriseum flavogriseum (A. B. Meyer, 1874)
- Pachycare flavogriseum lecroyae Beehler & Prawiradilaga, 2010
- Pachycare flavogriseum randi Gilliard, 1961
- Pachycare flavogriseum subaurantium Rothschild & Hartert, 1911
- Pachycare flavogriseum subpallidum Hartert, 1930[1]

## Előfordulása
Új-Guinea szigetén, Indonézia és Pápua Új-Guinea területén honos. A természetes élőhelye szubtrópusi és trópusi síkvidéki és hegyi esőerdők. Nem vonuló faj.

## Megjelenése
Testhossza 13 centiméter, testtömege 14-19 gramm.

## Életmódja
A lombozat alsó és a középső szintjén, rovarokkal és pókokkal táplálkozik.